# Криницькі (герб)
Криницькі (пол. Chrynicki, Węda) – шляхетський герб, руського (українського) походження.

## Опис герба
Юліуш Кароль Островський наводить два варіанти цього герба. Описи з використанням принципів блазонування, запропонованих Альфредом Знамієровським:
Криницькі: у червоному полі срібний перевернутий хрест, що розірваний зверху, із загнутими стрілоподібними кінцями до сторін щита (хрест з двомагачками).
Криницькі II: у червоному полі срібний перевернутий лицарський хрест, що розірваний вгорі у вуса (перевернутий якір, що завершений хрестом).
Клейнод обох варіантів: п'ять страусиних пір'їн.
У XVI столітті, з якого походять перші згадки про герб, відомий другий варіант герба, і саме він вважається, зокрема, через Йосипа Шиманського базовим варіантом. Тоді ще не знали кольорів герба.

## Найбільш ранні згадки
Безбарвне зображення герба з'являється вперше у Herbach rycerstwa polskiego: Бартоша Папроцького і в Gnieździe cnoty того ж автора. Юліуш Кароль Островський пише, що це один із старих руських гербів . Каспер Несецький каже, що вона використовувала його сім'я Криницьких з Волині.

## Гербова легенда
За словами Каспера Несецького, герб з хрестом і гачками отримав лицар, який був атакований татарами при лові риби. Частину з них він переміг у бою, частину ж узяв у полон.

## Гербовий рід
Тадейш Гайль називає дві гербові сім'ї:
- Криницькі (Chrynicki, Chrennicki, Hranicki),
- Крижевські (Chyczewski, Hyczewski).